# Український зоологічний журнал
«Український зоологічний журнал» — продовжуване видання зоологічного спрямування, що було першою спробою створити періодичний зоологічний журнал в Україні, але опубліковано було лише два випуски в 1921 та 1923 роках. Редактором обох випусків журналу був Микола Шарлемань і в обох випусках зазначено що видання представляє Зоологічну секцію, яка на час першого випуску (1921) належала до Українського наукового товариства, а на час другого (1923) — до Всеукраїнської академії наук.

## Історія

Титульна сторінка 2 випуску Українського зоологічного журналу (1923)

Перший випуск журналу носив назву «Зоольогичний Журнал України» і мав надзаголовки «Зоольогична Секція» та «Українське Наукове Товариство у Київі». Хоча у вступному слові від редактора не було згадано Зоологічну секцію, одне з опублікованих повідомлень містило витяги з протоколів засідань Зоологічної секції УНТ, де зокрема зазначалося, що Журнал було започатковано за рішенням перших зборів Секції 23 січня 1920 року. Другий випуск носив назву «Український Зоологічний Журнал» (з припискою «Ч. 2», судячи з тексту — «Число») і мав підзаголовок «Бюлетень Зоологічної Секції» та надзаголовок «Всеукраїнська Академія Наук». У вступному слові від редакції було зазначено, що за час після попереднього «числа Журналу», Зоологічна секція перейшла з УНТ до ВУАН і видання в першу чергу «має на меті обслуговувати потреби Зоологічного Кабінету та Зоологічного Відділу Дніпрянської Біологічної Станції Академії Наук». Таким чином, журнал позиціонувався як видання Зоологічної секції, якою опікувався Микола Шарлемань, і створювався переважно на базі Зоологічного кабінету УАН (тимчасова назва академічного Зоологічного музею).
Видання проіснувало недовго і було заміщене низкою інших видань більш загального скерування, зокрема Труди Фізично-Математичного відділу ВУАН, Вісник природознавства та кількома серіями збірників Інституту біології та зоології ВУАН. Згодом його місце посіли «Вісник зоології» та «Збірник праць Зоологічного музею» (ЗПЗМ).
На думку деяких дослідників, «Збірник праць Зоологічного музею» є продовженням «Українського зоологічного журналу», проте перший випуск «Збірника праць Зоологічного музею» в 1926 році вийшов саме як 1-й випуск і мав продовжувану безперервну нумерацію випусків з 1926 року.

## Редактори та автори
Редактором видання був Микола Шарлемань.
У журналі публікували свої праці такі відомі науковці, як Теодосій Добржанський (1900—1975), Юрій Артоболевський (1898—1943), Сергій Паночіні (1891—1931), Леонід Портенко (1896—1972), Сергій Снігиревський (1895—1955), Леонід Круліковський (1864—1920), Георгій Висоцький (1865—1940) та інші.

## Важливі публікації
Серед важливих праць з портфелю УЗЖ варто відзначити такі, що вплинули на розвиток науки в Україні на багато років наперед і дотепер є цитованими. Такою, зокрема, є праця Сергія Паночіні про усталення таксономічної термінології, якою серед іншого було усталено використання термінів вид, рід і родина у сучасному їх тлумаченні (напр. те, що тепер ми називаємо видами, іменувалося до того часу родами).
- Паночіні, С. 1923. До питання про усталення української природничої таксономії. Український зоологічний журнал, Том 2: 2–4.

## Зміст випусків

### Зоольогичний журнал України (1921)
- Від редактора. 4.
- Шарлемань М. Бобер (Castor fiber L.) минулого і нашого часу. 5-15.
- Висоцький Г. Про зінське щеня (Spalax sp.) й кротовини. 16-19.
- Добржанський Т. До фавни сонечок (Coccinellidae) Волині та Поділля. 20-23.
- Дрібні відомості
  - Томкевич М. Лосі на Київщині. 24-25.
  - Шарлемань М. Іхтіолоґичні примітки. 25.
  - Добржанський Т. Tachea vindobonensis Fér. в околицях Київа. 25.
  - Парамонов С. Муха жалібниця — Anthrax occultus Mg (Diptera) на Київщині. 25-26.
  - Круликовський Л. Сучасні "хатні" метелики (Lepidoptera) Київа та його околиць. 26.
  - Шарлемань М. Спостереження над бабками (Odonata) околиць Київа в 1919 р. 26-27.
- Витяги з протоколів засідань Зоолоґичної Секції Відділу Природничих Наук У. Н. Т. в 1920 році. 27-28.
- Хроника. 28-29.
- Библіоґрафія. 29-30.
- Матеріяли, що їх має редакція для дальших випусків журналу. 31.

### Український зоологічний журнал (1923)
- Від редакції. 1.
- Паночіні С. До питання про усталення української природничої таксономії. 2-4.
- Шарлемань М. Сокіл мандрівний (Falco peregrinus Tunst) на Київщині. 4-6.
- Добржанський Т. Замітка про географічне поширення деяких цікад (Cicadidae). 6-8.
- Шарлемань М. Водяні жаби України. 8-9.
- Снігиревський С. Список птахів, які спостерігалися на островах Сиваша-Петрівка і Узган-Тугай з 13 по 15 травня 1922 р. 9-10.
- Дрібні замітки
  - Щербина М. Цікаві орнітологічні знахідки 1921 р. в околицях Київа. 11.
  - Портенко Л. Орнітологічні знахідки на Звиногородщині (Київськ. губ.). 11.
  - Добржанський Т. Buliminus (Chondrula) tridens Müll. на Київщині та Поділлю. 12.
  - Артоболевський Ю. До одонатофавни Полтавщини. 12.
  - Шарлемань М. До біології мухоловки сірої (Muscicapa striata Pall.). 12.
- Хроніка. 13-14.